# Karl Joseph Hölle
Karl Joseph Hölle (* 25. Februar 1871 in Zimmern ob Rottweil, Baden-Württemberg; † 30. Dezember 1946 in Hamburg) war ein deutscher Kunstverglaser.

## Leben
Hölle hat von 1889 bis 1893 die Königliche Kunstgewerbeschule München besucht, war dann zwischen 1893 und 1900 bei Georg Hulbe in Hamburg beschäftigt, wovon die ersten vier Jahre davon Lehrjahre zum Zeichner gewesen sein dürften. Er hat am 25. August 1899 in Hamburg den Bürgereid abgelegt und das Hamburger Bürgerrecht erworben. Es folgte im Jahr 1900 der Wechsel in die Werkstatt von Karl Engelbrecht. Er wurde dort zuerst Prokurist und nach dem Tod von Engelbrecht Teilhaber dieser Firma.
Es folgte im Jahr 1907 die Geschäftsgründung des Einzelunternehmens Karl Hölle in Hamburg und ab 1909 die endgültige Verlegung der Werkstatt nach Altona, Allee 181. Er hat die Zeichnerei aufgegeben und sich vollständig auf die künstlerische Glasverarbeitung spezialisiert. In späteren Jahren hat er mit der Anfertigung von Glasmalereien (Bleiverglasungen, Glasmalerei und Glasmosaik) und Kunstverglasungen geworben. Er war in den Jahren 1915 bis 1918 – möglicherweise als „zweites Standbein“ – Lehrer an der Staatlichen Kunstgewerbeschule in Hamburg.
Hölle war seit 1898 mit Minna Maria Dorothea Plege (* 7. August 1876 in Hamburg; † 6. Juli 1960 in Hamburg-Fuhlsbüttel) verheiratet, mit der er anfänglich in Hamburg in der Conventstraße 14, Lindenstraße 43/47 (ab 1902), Lindenstraße 54 (ab 1905) und später in Altona in der Allee 181 und Allee 191 gewohnt hat. Das Paar hatte eine Tochter, Käthchen Paula (* 16. Juni 1901 in Hamburg; † 29. Januar 1987 in Hamburg; ⚭ 31. März 1936 in Altona mit Henke). Hölle starb im Alter von 75 Jahren in Hamburg-Eppendorf.

## Werke
Karl Hölle hat seine Werke – wenn überhaupt – mit „Karl Hölle, Glasmaler, Altona“, „K. H.“ oder mit einem verschwungenen „KJH“ signiert. Typische Merkmale der Hölleschen Glasmalereien sind Bleischienen-Umrahmungen und die un-/überproportional dargestellten Hände und Füße.
Durch die Nachforschungen von Wolfgang Vacano konnten über die bis dahin bekannten Werke von Hölle (Bleiverglasungen der Hallen und Hörsäle im 1912 fertig gestellten Hamburgischen Museum für Völkerkunde, Hölles Werbekatalog von 1936 sowie die Bleiverglasungen im Treppenhaus des 1914 erweiterten Altonaer Museums, „Die  Rantzauschen Burgen um 1600“ von 1939–1940) weitere Arbeiten von Hölle (z. B. im Rathaus in Hamburg-Bergedorf, im Herrenhaus des Gutes Trenthorst, Ludwigslust, Schlossstraße 33 etc.) ermittelt werden. Bei Lohr findet sich ein Verzeichnis aller bekannten Hölleschen Werke auf dem Gebiet der künstlerischen Glasverarbeitung.